# Diego López de Haro y Sotomayor
Diego López de Haro y Sotomayor, primer marqués de Carpio (Córdoba, 1515-1578), fue un noble español del reinado de Felipe II.

## Filiación, estados y título
Diego López de Haro nació en Córdoba en 1515. En sucesión de su padre fue veinticuatro de esta ciudad y señor de las villas del Carpio y Morente en el mismo reino y de las de Sorbas y Lubrín en el de Granada. Pertenecía al antiquísimo linaje de Haro, descendiente por línea de varón de los primeros señores de Vizcaya.
Era hijo primogénito de Luis Méndez de Haro, anterior poseedor de dichos estados y regimiento, y de Beatriz Portocarrero, su segunda mujer; nieto de Diego López de Haro, señor de las villas castellanas del Busto y la Revilla, que trocó con el duque de Frías por las de Sorbas y Lubrín, y de la mitad del Villar del Saz de Don Guillén en tierras de Cuenca, capitán general de Galicia, consejero de los Reyes Católicos y su embajador cerca del Papa Alejandro VI, y de Beatriz de Sotomayor, su segunda mujer, señora del Carpio, Morente y Pinilla; y nieto materno de Pedro Portocarrero el Sordo, VIII señor de Moguer y VI de Villanueva del Fresno, del Consejo de los Reyes Juana I y Carlos I, comendador mayor de Castilla y trece de la Orden de Santiago, y de Juana de Cárdenas, II señora de la Puebla del Maestre y del estado de Bacares.
El rey Felipe II le concedió el título de marqués del Carpio el 20 de enero de 1559, y en el mismo año le donó la villa de Carboneras, que redondeaba el coto señorial que ya poseía de Sorbas y Lubrín. También le hizo merced de un hábito de Santiago que el marqués lucró tardíamente, cruzándose en 1564.
Falleció el 6 de junio de 1578.

## Matrimonio y descendencia
Casó hacia 1540 con María Ángela de Velasco y de la Cueva, dama de la Emperatriz, hija de Cristóbal de la Cueva y Velasco y de Leonor de Velasco y Carrillo de Córdoba, su mujer, III condesa de Siruela. Nieta de Beltrán de la Cueva, I duque de Alburquerque, el famoso valido del rey Enrique IV de Castilla. Tuvieron por hija a
Beatriz de Haro y Sotomayor (c.1540-a. 1578), que fue inmediata sucesora de su padre pero le premurió. Para mantener la casa en la misma varonía y evitar pleitos sucesorios, fue casada con Luis Méndez de Haro, su tío carnal (hermano entero de su padre), señor de las villas de Adamuz y Pero Abad, comendador de Alcañiz en la Orden de Calatrava, gentilhombre de la Cámara de Felipe II, a quien acompañó en sus viajes a Flandes. Procrearon dos hijas:
1. María de Haro y Sotomayor (c.1560-1582), II marquesa del Carpio, que casó con Francisco Fernández de Córdoba y Lasso de Castilla († 1593), señor de Armuña, quien tras enviudar de ella contrajo segundas nupcias. De este matrimonio nació
Diego López de Haro y Fernández de Córdoba (n. 1582), III marqués del Carpio. Casó con Juana Lorenza Gómez de Sandoval y de la Cerda (n.1579), viuda con prole del VIII duque de Medina Sidonia e hija de Francisco Gómez de Sandoval y Rojas, I duque de Lerma, el poderoso valido de Felipe III, y de Catalina de la Cerda, su mujer, de los duques de Medinaceli. Diego no tuvo descendencia, y en la casa del Carpio sucedió su tía

2. Beatriz de Haro y Sotomayor (n.c.1570), IV marquesa del Carpio. Casó con Luis Méndez de Haro Sotomayor y Guzmán, su tío 3.º, caballero de Calatrava, asistente de Sevilla y capitán general de este reino, alcaide de Mojácar, natural y veinticuatro de Córdoba y caballerizo mayor de las Reales de esta ciudad, que obtuvo la perpetuación del oficio por merced de Felipe IV en 1625. Hijo de Diego López de Haro Sotomayor y Guzmán, el fundador y primer jefe de dichas caballerizas, y de María de Guzmán, su mujer, de los señores de Villaharta, y nieto de otro Diego López de Haro y Sotomayor, caballero de Santiago, hermano del padre del I marqués. Tuvieron posteridad en que sigue la casa del Carpio.